# Patrick van Aanholt
Patrick John Miguel van Aanholt, född den 29 augusti 1990, är en nederländsk fotbollsspelare som spelar för Sparta Rotterdam.

## Karriär
Van Aanholt gjorde professionell debut i Coventry City den 9 augusti, dit han var utlånad från hemmaklubben Chelsea. Den 24 mars 2010 gjorde han debut i Chelsea. 
Den 26 januari 2011 lånades han ut till Leicester City där han var kvar säsongen ut. Den 31 augusti 2011 skrev han på ett lånekontrakt för Wigan Athletic för hela säsongen. Van Aanholt var från och med januari 2012 utlånad resten av säsongen till Vitesse.
Den 30 januari 2017 värvades van Aanholt av Crystal Palace, där han skrev på ett 4,5-årskontrakt. Den 28 juli 2021 värvades van Aanholt av turkiska Galatasaray, där han skrev på ett treårskontrakt. Den 31 januari 2023 lånades van Aanholt ut till PSV Eindhoven på ett låneavtal över resten av säsongen 2022/2023. Den 8 mars 2023 förlängdes låneavtalet även över säsongen 2023/2024.
I november 2024 värvades van Aanholt av Sparta Rotterdam, där han skrev på ett kontrakt över resten av säsongen med option på ytterligare ett år.